# Гістріонний розлад особистості
Гістріо́нний ро́злад особи́стості (англ. histrionic personality disorder, HPD) — розлад особистості драматичного кластеру, що, за визначенням Американської психіатричної асоціації, характеризується надмірним бажанням уваги, схильністю до сексуалізації поведінки та потребою у зовнішній підтримці. Зазвичай перші прояви виникають у період раннього дорослішання. Люди з гістріонним розладом надмірно переймаються власною зовнішністю, через що в середньому мають фізично привабливіший вигляд, а також є емоційними, соціально активними та схильними до флірту. Досі часто розлад у народі неправильно називають «істерією».
Люди з гістріонним розладом мають високу потребу бути в центрі уваги, перебільшують власні вчинки та емоції, часто демонструють нетипову чи яскраву зовнішність, поводяться сексуалізовано та маніпулятивно для досягнення власних цілей.

## Епідеміологя
За деякими даними, поширеність гістріонного розладу становить 1,8 % серед усього населення (незалежно від статі). інші джерела вказують на цифру до 3 % та суттєве переважання розладу серед жінок.

## Причини
Точні причини виникнення достеменно невідомі. За загальним консенсусом, однією причиною розлад не пояснюється: існує цілий комплекс причин — біологічних, генетичних, соціальних (стосунки з родиною та близькими в ранньому дитинстві) та психологічних (темперамент і характер, зумовлені оточенням та раннім досвідом боротьби зі стресовими ситуаціями). За дослідженнями, діти осіб з гістріонним розладом мають незначно підвищений ризик успадкувати його.

## Адаптація в суспільстві
Люди з гістріонним розладом особистості зазвичай активні та соціально успішні. Більшість мають гарні соціальні навички, попри намагання використати їх для маніпуляції. Проте  розлад може серйозно зашкодити близьким стосункам та здатності вирішувати проблеми. Розрив романтичних чи інших близьких стосунків у людини з розладом може спричинити клінічну депресію.

## Клінічні ознаки
За МКХ-10 «Гістріонний розлад особистості» (англ. Histrionic personality disorder) включають під кодом F60.4 і характеризують такими ознаками:
- неглибока та лабільна емоційність,
- самодраматизація,
- театральність,
- перебільшений вираз емоцій,
- чутливість до зовнішнього впливу,
- егоцентризм,
- потурання своїм бажанням,
- недостатня турбота про інших,
- надмірно вразливі почуття,
- постійне прагнення до схвалення, збудження та уваги.

Додатковими ознаками є:
- Надмірна стурбованість власною зовнішністю[6]
- Постійна потреба в підтримці ззовні
- Надмірна чутливість до критики чи несхвалення
- Гордість за свою особистість та небажання чи страх змінюватися
- Сексуально провокативна поведінка та потреба зваблювати інших
- Потреба постійно перебувати в центрі уваги
- Недостатня толерантність до розчарувань чи несвоєчасного отримання задоволення
- Різкі зміни емоційного стану, що здаються поверховими та награними
- Схильність вважати стосунки ближчими, ніж вони є насправді
- Часті необдумані вчинки
- Звинувачення інших у власних помилках та невдачах
- Чутливість до впливу з боку інших та сугестивність
- Схильність до ексгібіціонізму
- Надмірна емоційність та драматичність.

На цьому тлі можливі соматичні прояви, як-от судоми пальців рук на кшталт руки акушера, задишка, підвищення артеріального тиску, синдром Альвареса тощо.

## Діагностика
Зазвичай розлад діагностують методом психологічної оцінки за результатами спостережень за поведінкою та зовнішністю людини.

### DSM-IV-TR
Каталог DSM IV-TR дає визначення гістріонного розладу особистості: Тривала демонстрація в усіх сферах життя надмірної емоційності та прагнення до уваги оточуючих, що починається з раннього дорослішання та відбивається на багатьох ситуаціях, за умови відповідності принаймні п'яти критеріям із нижчеперелічених:
- людина некомфортно почувається в ситуаціях, де не є центром уваги
- часто застосовує сексуально звабливу чи провокативну поведінку в спілкуванні з іншими
- демонструє швидкоплинне та поверхове вираження емоцій
- постійно використовує фізичну зовнішність для привертання уваги до себе
- має стиль мовлення, що відрізняється особливою імпресіоністичністю, але недостатньою увагою до подробиць
- демонструє самодраматизацію, театральність та перебільшену емоційність
- легко піддається впливу інших людей чи обставин
- вважає стосунки інтимнішими, ніж вони є насправді.

## Лікування

### Психотерапія
Як і іншим особистісним розладам, гістріонному розладу потрібна багаторічна терапія, аби не завдавати тривалої шкоди людині протягом її життя. Тривала психодинамічна терапія має на меті визначити внутрішні конфлікти пацієнта та допомогти йому знизити емоційну реактивність.
Метою когнітивно-поведінкової терапії є послаблення негативних думок людини з гістріонним розладом, які можуть включати, наприклад, думки про неспроможність впоратися з собою. Конкретною ціллю для цього розладу є перехід від глобального, поверхового способу мислення до більш методичного, систематичного та структурованого зосередження на проблемах. Когнітивна терапія націлена на позбавлення від думок про неповноцінність та нездатність вирішувати проблеми і вчить ідентифікувати автоматичні думки, працювати над занадто імпульсивною поведінкою та набувати навички вирішення проблем.
Окрема тактика, яку застосовують для заспокоєння драматичної поведінки людини, полягає в моделюванні поведінкової ситуації задля пояснення їй негативних наслідків її театральної поведінки у суспільстві.

### Лікарські засоби
Гістріонний розлад не лікують лікарськими засобами. Винятками є випадки, коли людина має загрозливі прояви, наприклад, страждає від постійної депресії, тоді антидепресанти можуть певною мірою допомогти. При цьому за наявності гістріонного розладу люди можуть бути схильними до зловживання цими медикаментами.